# Жокс, Луи
Луи Жокс (фр. Louis Joxe; 16 сентября 1901[…], Бур-ла-Рен — 6 апреля 1991[…], Париж) — французский политик, министр юстиции (1967—1968).

## Биография
Родился 16 сентября 1901 года в Бур-ла-Рен, получил степень агреже по географии. Некоторое время занимался преподаванием, с 1932 года работал в канцелярии Пьера Кота, занимавшего должности государственного секретаря Министерства иностранных дел и министра авиации. В 1935 году Жокс был назначен инспектором зарубежной службы информационного агентства Havas.
Осенью 1940 года не принял режим Виши после капитуляции Франции и уехал в Алжир. В 1943 году назначен генеральным секретарём Французского комитета национального освобождения, затем сохранил эту должность во Временном правительстве Франции и занимал её до 1946 года. С 1952 года — посол Франции в СССР, с 1955 года — в ФРГ.
В 1956 году назначен генеральным секретарём Министерства иностранных дел.
24 июля 1959 года Луи Жокс был введён в правительство Дебре, сформированное в январе (он получил должность государственного секретаря при премьер-министре по делам государственной службы).

15 января 1960 года он был перемещён в том же кабинете на должность министра национального просвещения, а 22 ноября 1960 года стал государственным министром по алжирским делам. Сыграл важную роль при подготовке Эвианских соглашений 1962 года.
15 апреля 1962 года сохранил пост государственного министра по алжирским делам при формировании первого правительства Жоржа Помпиду.
С октября 1962 года после отставки Пьера Зюдро Жокс временно исполнял обязанности министра национального просвещения до декабря 1962 года.
28 ноября 1962 года Помпиду вновь был назначен премьер-министром, и 7 декабря было сформировано его второе правительство, в котором Луи Жокс получил портфель государственного министра, уполномоченного на проведение административной реформы.
8 января 1966 года остался в этой должности при формировании третьего правительства Помпиду.
7 апреля 1967 года назначен министром юстиции в четвёртом правительстве Помпиду.
31 мая 1968 года на фоне массовых беспорядков состоялась серия кадровых перестановок в правительстве, в результате которых Жокс вышел из его состава.
В период с 1967 по 1977 год с перерывами являлся депутатом Национального собрания Франции от департамента Рона.
В 1977—1989 годах состоял в Конституционном совете Франции (позднее сын Луи Жокса Пьер также стал членом Конституционного совета — впервые в истории этого органа в него последовательно входили отец и сын).

## Личная жизнь
Луи Жокс был женат на Франсуазе-Элен Алеви (Françoise-Hélène Halévy), в их семье двое сыновей — политик Пьер Жокс (родился 28 ноября 1934 года) и социолог Ален Жокс.

## Труды
- Victoires sur la nuit mémoires 1940—1946, Flammarion, 1981 (ISBN 2-08-064390-8), prix Général-Muteau de l’Académie française en 1982.